# Алеріон
Алеріон — вигадана, міфологічна птиця, що фігурує в геральдиці.

Алеріон

## У міфології
Середньовічні письменники, ґрунтуючись на праці Плінія, вважали, що алеріони мешкають десь в  Азії (найчастіше згадувалася Індія); називалася навіть конкретна область — «між Гідаспом та Індом». У світі, за їхніми твердженнями, незмінно існувала тільки одна пара цих істот. П`єр де Бове, автор одного з бестіаріїв,описував алеріона як «птицю крупніше орла, вогняного кольору і з гострими, немов бритва, пір'ям». Згідно де Бове, дитинчата алеріонів вилуплюються з яєць кожні шістдесят років; після цього їх батьки в супроводі інших птахів відлітають до моря і топляться, а інші птахи повертаються до гнізда, щоб оберігати пташенят до тих пір, поки ті не навчаться літати.

## Використання як геральдичної фігури
У геральдиці алеріоном називається фігура орла з розкинутими крилами, але без дзьоба і кігтів; вона, зокрема, була зображена на гербі Лотарингії. Її виникнення, можливо, пов'язано з легендою про те, як Готфрід Бульйонський убив таку птицю під час Хрестового походу. Алеріонов досі можна побачити на гербах багатьох французьких міст і комун, особливо розташованих в Мозелі.

## Галерея

Герб Лотарингії
Герб французького шляхетського роду Монморансі
Комуна Діффамбак-ле-Еллімер (Франція)
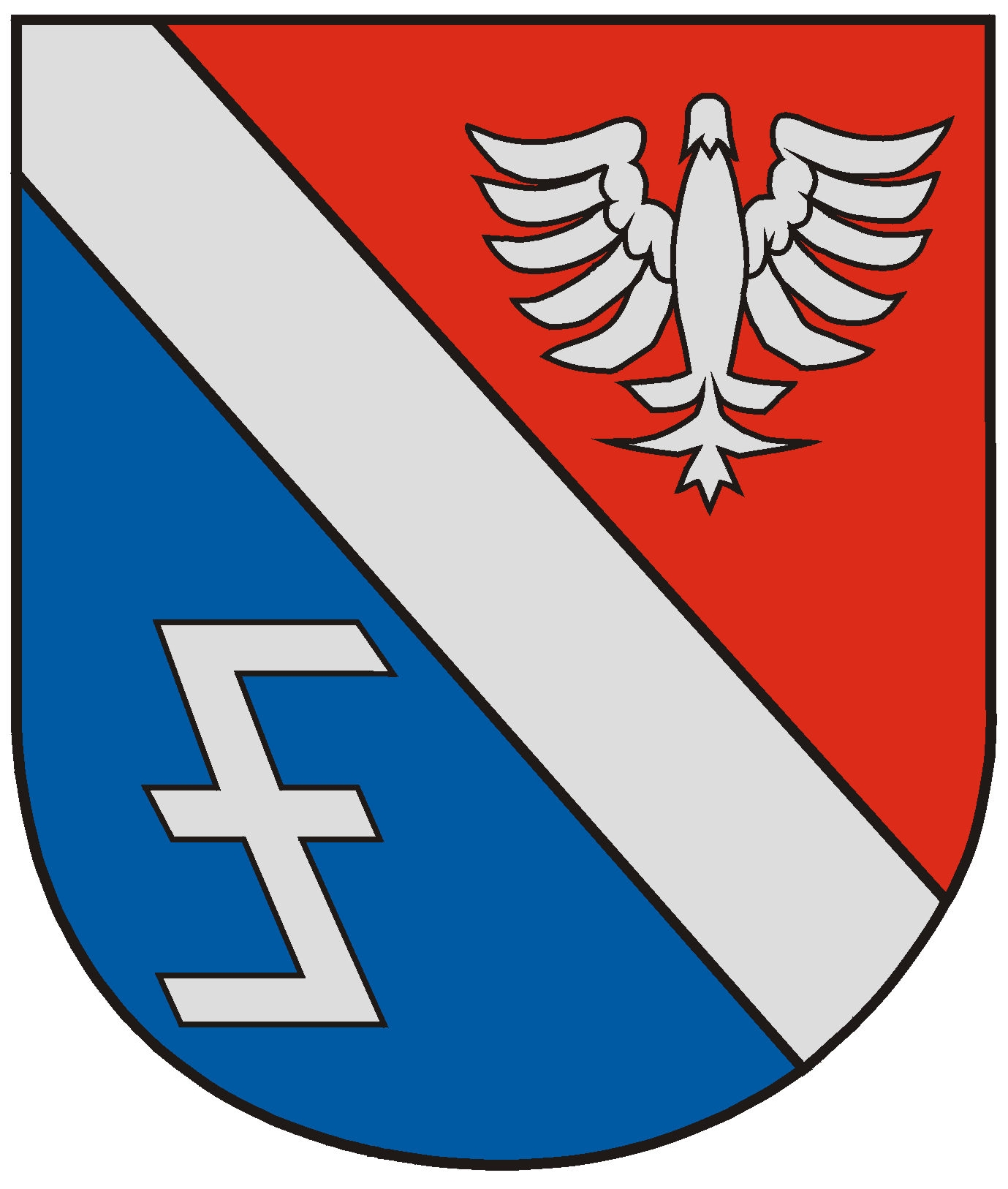
Герб Еппельборну (Німеччина)